# Sarima kuyaniana
Sarima kuyaniana är en insektsart som beskrevs av Matsumura 1916. Sarima kuyaniana ingår i släktet Sarima och familjen sköldstritar. Inga underarter finns listade i Catalogue of Life.